# Laphria dentipes
Laphria dentipes là một loài ruồi trong họ Asilidae. Laphria dentipes được Fabricius miêu tả năm 1805. Loài này phân bố ở vùng Tân nhiệt đới.